# Joy Buolamwini
Joy Adowaa Buolamwini (Edmonton, 1989) è un'informatica attivista digitale canadese naturalizzata statunitense presso il MIT Media Lab. Ha fondato la Algorithmic Justice League, un'organizzazione che identifica e combatte il pregiudizio nel software.

## Biografia
Buolamwini è nata a Edmonton, in Alberta, è cresciuta nel Mississippi e ha frequentato la Cordova High School. All'età di 9 anni, è stata ispirata da Kismet, il robot del MIT, e ha appreso da autodidatta i linguaggi di programmazione XHTML, JavaScript e PHP. Ha gareggiato a livello agonistico nel salto con l'asta. Buolamwini ha vissuto in Ghana, a Barcellona, Memphis, Atlanta e Oxford, in Inghilterra.
Buolamwini ha studiato informatica presso il Georgia Institute of Technology, specializzandosi in informatica sanitaria.. Si è laureata alla Georgia Tech nel 2012, ed è stata la più giovane finalista del premio Georgia Tech InVenture nel 2009.
Buolamwini ha ricevuto le borse di studio Rhodes Scholar, Fulbright, Stamps, Astronaut e ulteriore supporto dall'Anita Borg Institute. Ha studiato apprendimento e tecnologia al Jesus College di Oxford. Ha conseguito un Master presso il MIT nel 2017 con una ricerca supervisionata da Ethan Zuckerman.

## Carriera e ricerca
Nel 2011, ha collaborato con il programma Trachoma presso il Carter Center, con lo scopo di aiutare l'eradicazione del tracoma in tutto il mondo e di creare un sistema di valutazione basato su Android per l'Etiopia. 

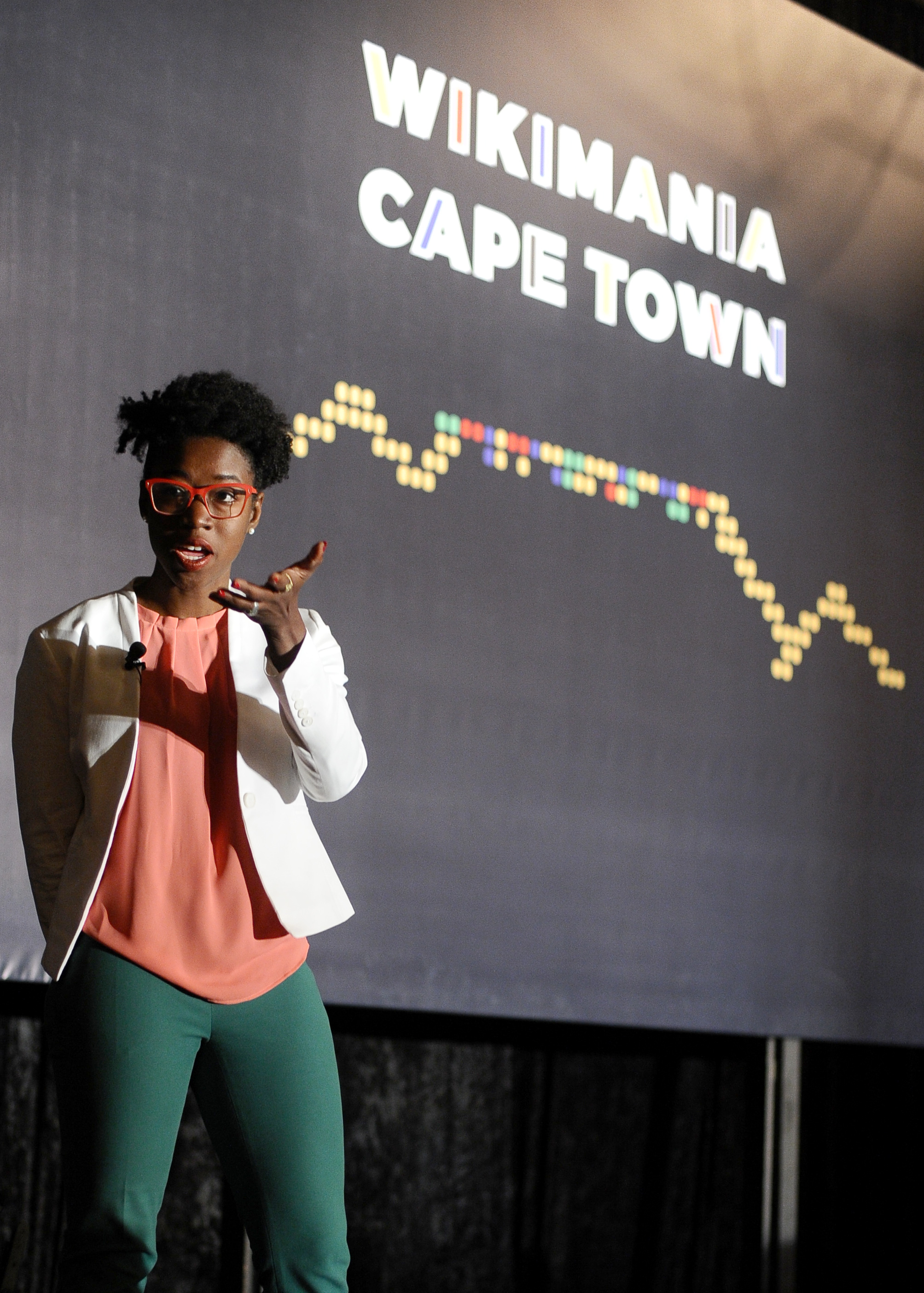
Joy Buolamwini a Wikimania nel 2018 a Città del Capo

Con il supporto della borsa di studio Fulbright, nel 2013 Buolamwini ha lavorato con scienziati informatici locali in Zambia per aiutare i giovani dello Zambia a diventare dei creatori di tecnologia. Il 14 settembre 2016 Buolamwini è apparsa al vertice della Casa Bianca dedicato all'Informatica per tutti (Computer Science for All).
È ricercatrice presso il Media Lab del MIT, dove identifica i pregiudizi negli algoritmi e sviluppa pratiche per assicurare la responsabilità durante la loro progettazione;  Buolamwini fa parte del gruppo Center for Civic Media di Ethan Zuckerman. Durante la sua ricerca, Buolamwini ha sottoposto 1000 volti ad alcuni sistemi di riconoscimento facciale e ha chiesto loro di identificare se i volti fossero di maschi o femmine, scoprendo che il software aveva difficoltà ad identificare le donne dalla pelle scura. Il suo progetto, Gender Shades, ha attirato una significativa attenzione da parte dei media ed è diventato parte della sua tesi del MIT.. Il suo articolo Gender Shades: Intersectional Accuracy Disparities in Commercial Gender Classification, ha motivato aziende come IBM e Microsoft a migliorare il loro software. Buolamwini ha creato l'Aspire Mirror, un dispositivo che consente di vedere un riflesso di te stessa in base a ciò che ti ispira. Il suo programma, Algorithmic Justice League, ha lo scopo di identificare ed evidenziare pregiudizi nel codice che possono portare alla discriminazione contro i gruppi sotto-rappresentati. Buolamwini ha creato due film, "Code4Rights" e "Algorithmic Justice League: Unmasking Bias". È Chief Technology Officer di Techturized Inc, una società di tecnologia per la cura dei capelli.
La ricerca di Buolamwini è stata citata come un'importante influenza da Google e Microsoft nel loro lavoro di mitigazione e prevenzione dei pregiudizi basati su genere e razza nei loro prodotti e processi.

## Premi e riconoscimenti
Nel 2017, Buolamwini ha ricevuto il primo premio nella categoria professionale nel concorso Search for Hidden Figures, legato all'uscita del film Hidden Figures nel dicembre 2016. Il concorso, sponsorizzato da PepsiCo e 21st Century Fox, aveva lo scopo di "aiutare a scoprire la prossima generazione di donne leader nel campo della scienza, della tecnologia, dell'ingegneria e della matematica" e ha attirato 7 300 proposte di giovani donne negli Stati Uniti.
Buolamwini ha partecipato a TEDx Beacon Street con una presentazione intitolata Come sto combattendo il pregiudizio negli algoritmi. Nel 2018 è apparsa su TED Radio Hour. È stata protagonista di Smart Girls di Amy Poehler nel 2018. La rivista Fast Company l'ha elencata come una dei quattro "eroi del design che stanno difendendo la democrazia online". È stata elencata tra le 100 donne della BBC nel 2018. Nel 2018 è stata inserita tra le "Top 50 Women In Tech" d'America da Forbes.
Nel 2019, Buolamwini è stata elencata tra i grandi leader del mondo (World's Greatest Leaders) dalla rivista Fortune. La rivista l'ha definita "la coscienza della rivoluzione dell'IA". Buolamwini fa parte della lista Time 100 Next del 2019. Nel 2020, Joy Buolamwini ha partecipato a una campagna di emancipazione della donna di Levi's per l'8 marzo, giornata internazionale della donna.